# Дурсун, Туран
Туран Дурсун (тур. Turan Dursun; 1934, Шаркышла, провинция Сивас — 4 сентября 1990, Стамбул) — был первоначально имамом и муфтием, но после интенсивной религиозной учёбы изменил свои взгляды на религию, и стал известным критиком ислама.

## Биография
Дурсун вырос в религиозной семье, его отец был имамом. После того как он получил исламское религиозное образование в медресе, он поступил на курсы в «Diyanet İşleri Başkanlığı», и в 1958 году был назначен муфтием. Потом он работал имамом во многих деревнях.
Чем интенсивнее он изучал религию, тем больше у него появлялись сомнения и дело дошло до того что он отвернулся от религии. Он стал критиковать ислам в турецких средствах массовой информации. 4 сентября 1990 года, на выходе из дома, Дурсун был застрелен.